# Мариньї (Манш)
Мариньї́, Маріньї (фр. Marigny) — колишній муніципалітет у Франції, у регіоні Нормандія, департамент Манш. Населення — 2152 осіб (2011).
Муніципалітет був розташований на відстані близько 270 км на захід від Парижа, 65 км на захід від Кана, 11 км на захід від Сен-Ло.

## Історія
До 2015 року муніципалітет перебував у складі регіону Нижня Нормандія. Від 1 січня 2016 року належав до нового об'єднаного регіону Нормандія.
1 січня 2016 року Мариньї і Лозон було об'єднано в новий муніципалітет Мариньї-Ле-Лозон.

## Демографія
Динаміка населення (EHESS і INSEE ):
Розподіл населення за віком та статтю (2006):
| Стать | Всього | До 15 років | 15-24 | 25-44 | 45-64 | 65-85 | Понад 85 |
| --- | ------ | ----------- | ----- | ----- | ----- | ----- | -------- |
| Чоловіки | 1053   | 205         | 146   | 259   | 272   | 155   | 16       |
| Жінки | 1007   | 159         | 91    | 246   | 237   | 229   | 45       |
| \| Статево-вікова піраміда \| Статево-вікова піраміда \| Статево-вікова піраміда \| \| ----------------------- \| ----------------------- \| ----------------------- \| \| Чоловіки \| Вік \| Жінки \| \| 16 \| 85 + \| 45 \| \| 17 \| 80-84 \| 29 \| \| 54 \| 75-79 \| 79 \| \| 46 \| 70-74 \| 54 \| \| 38 \| 65-69 \| 67 \| \| 67 \| 60-64 \| 25 \| \| 38 \| 55-59 \| 54 \| \| 67 \| 50-54 \| 79 \| \| 100 \| 45-49 \| 79 \| \| 67 \| 40-44 \| 58 \| \| 46 \| 35-39 \| 58 \| \| 75 \| 30-34 \| 63 \| \| 71 \| 25-29 \| 67 \| \| 50 \| 20-24 \| 33 \| \| 96 \| 15-20 \| 58 \| \| 63 \| 10-14 \| 63 \| \| 79 \| 5-9 \| 42 \| \| 63 \| 0-4 \| 54 \| |        |             |       |       |       |       |          |
| Статево-вікова піраміда |        |             |       |       |       |       |          |
| Чоловіки | Вік    | Жінки       |       |       |       |       |          |
| 16 | 85 +   | 45          |       |       |       |       |          |
| 17 | 80-84  | 29          |       |       |       |       |          |
| 54 | 75-79  | 79          |       |       |       |       |          |
| 46 | 70-74  | 54          |       |       |       |       |          |
| 38 | 65-69  | 67          |       |       |       |       |          |
| 67 | 60-64  | 25          |       |       |       |       |          |
| 38 | 55-59  | 54          |       |       |       |       |          |
| 67 | 50-54  | 79          |       |       |       |       |          |
| 100 | 45-49  | 79          |       |       |       |       |          |
| 67 | 40-44  | 58          |       |       |       |       |          |
| 46 | 35-39  | 58          |       |       |       |       |          |
| 75 | 30-34  | 63          |       |       |       |       |          |
| 71 | 25-29  | 67          |       |       |       |       |          |
| 50 | 20-24  | 33          |       |       |       |       |          |
| 96 | 15-20  | 58          |       |       |       |       |          |
| 63 | 10-14  | 63          |       |       |       |       |          |
| 79 | 5-9    | 42          |       |       |       |       |          |
| 63 | 0-4    | 54          |       |       |       |       |          |

## Економіка
2010 року серед 1258 осіб працездатного віку (15—64 років) 954 були активними, 304 — неактивними (показник активності 75,8%, у 1999 році було 74,7%). З 954 активних мешканців працювало 878 осіб (464 чоловіки та 414 жінок), безробітними було 76 (26 чоловіків та 50 жінок). Серед 304 неактивних 92 особи були учнями чи студентами, 132 — пенсіонерами, 80 були неактивними з інших причин.

У 2010 році в муніципалітеті числилось 903 оподатковані домогосподарства, у яких проживали 2129,0 особи, медіана доходів виносила 18 051 євро на одного особоспоживача